# Аш-Шами, Насер
Насер аш-Шами (араб. ناصر الشامي‎, род. 27 июня 1982) — сирийский боксёр, бронзовый призёр Олимпийских игр 2004 года и Азиатских игр 2006 года.

## Карьера
На Азиатских играх 2002 года был побежден Шукатом Али и завоевал бронзовую медаль. Аш-Шами выиграл золотую медаль на Чемпионате Азии по боксу (2004) в Пуэрто-Принсеса. В финале Насер победил казахстанского боксера Павла Сторожука.
На Азиатских играх 2006 года проиграл узбекскому спортсмену Джасуру Матчанову.

## Травма
4 июля 2011 года Насер принял участие в митинге против действий сирийского правительства в городе Хама. В этот же день боксёр был ранен силами безопасности Сирии